# Meio-campista

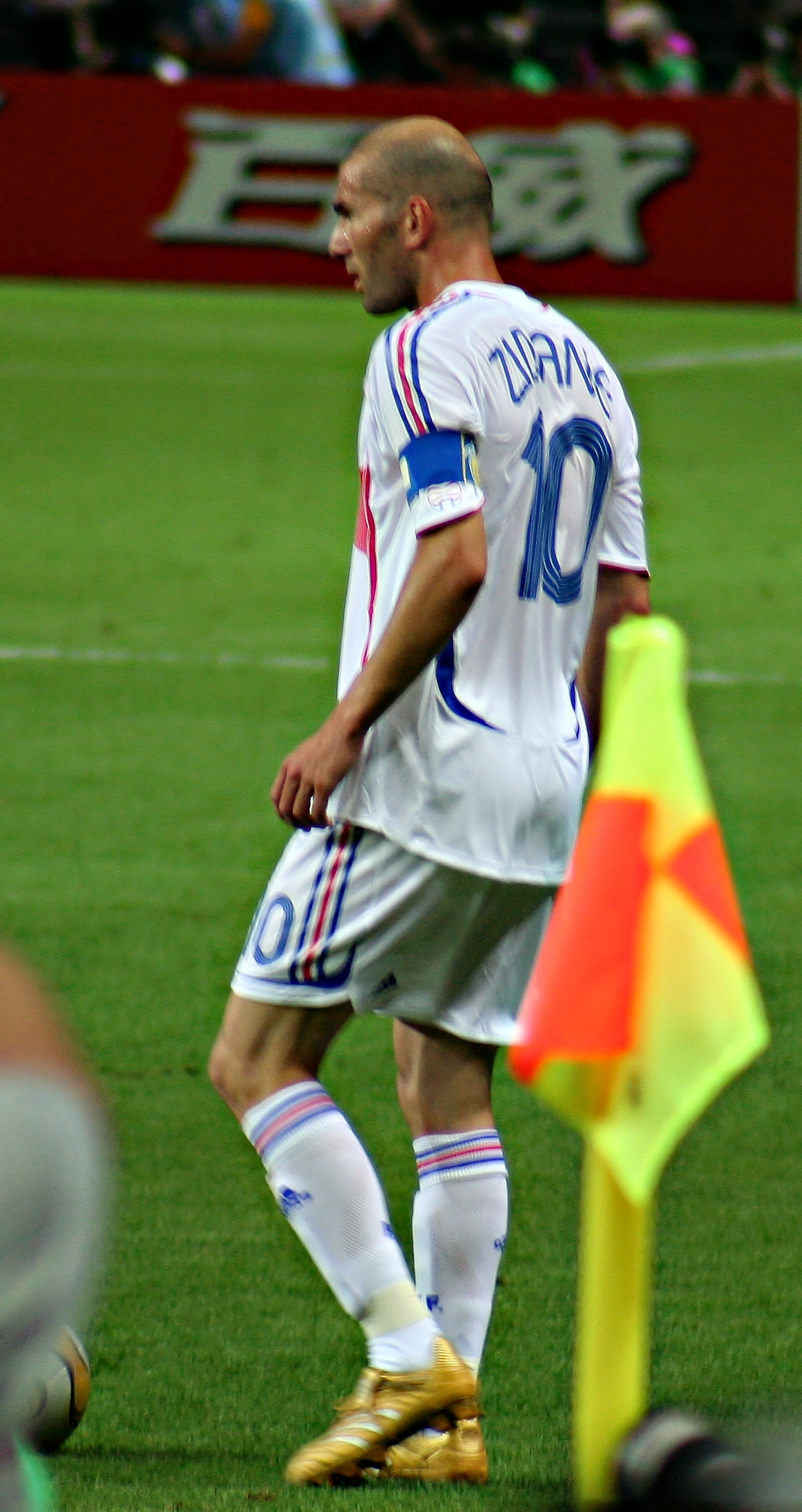
O meio-campista Zinédine Zidane, considerado um dos maiores jogadores de todos os tempos

No futebol, o meio-campista é uma posição de campo que atua principalmente na zona intermédia do campo. Nesta área, os meio-campistas desempenham funções de ligar a defesa ao ataque durante a partida e evitar golpes de adversários. Existem quatro subdivisões para essa posição: volante (meia-defensivo), meia-central, ala (meia-lateral) e meia-armador (meia-atacante).
A quantidade de meio-campistas em uma equipe e suas funções atribuídas dependem de qual formação é usada; a unidade desses jogadores em campo é comumente chamada de meio-campo ou meio de campo. Seu nome deriva do fato de que as unidades de meio-campo normalmente constituem as unidades intermediárias às unidades de defesa e unidades de ataque de uma formação.
O meio-campo, originalmente, não era tratado como um setor tão importante como é hoje em dia. Antes da década de 1970, por exemplo, o esquema de jogo mais utilizado no futebol mundial era o 4-2-4, com quatro defensores, quatro atacantes e apenas dois meio-campistas. Isso começou a mudar na Copa do Mundo de 1970, quando o treinador brasileiro João Saldanha (que pouco antes da Copa foi substituído por Zagallo) inventou um novo esquema de jogo, o 4-3-3, em que o ponta-esquerda Rivellino jogava mais recuado, como um meio-campista. O sistema inovador, com o qual o Brasil foi campeão mundial, rapidamente se tornou o mais usado da época. A partir da década de 1980, surgiu um novo esquema que extinguiu os pontas e passou a dar importância fundamental ao meio-campo: o 4-4-2, que originalmente funcionava com dois volantes e dois meias-armadores.

## Meia-central

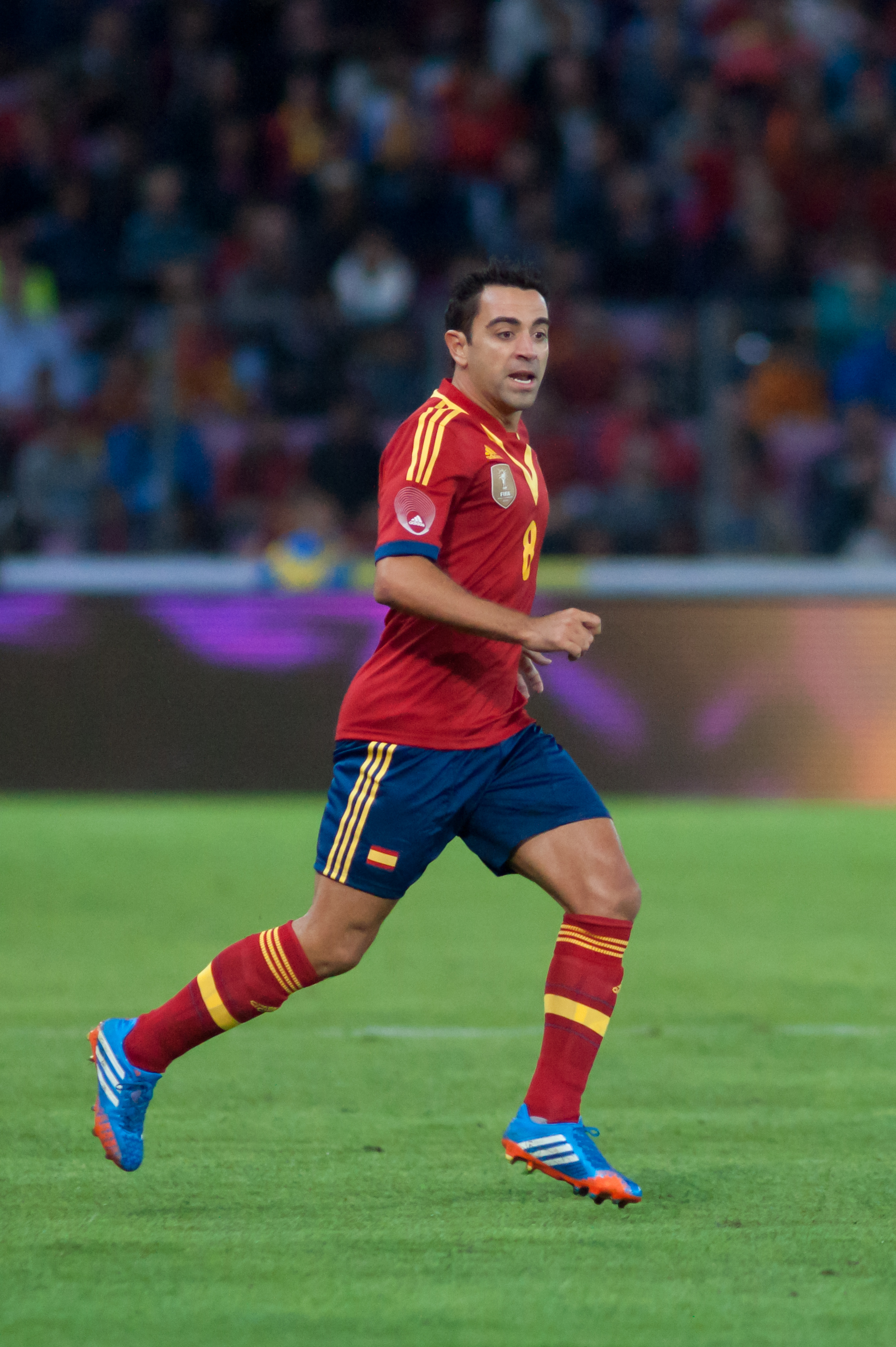
O meio-campista espanhol Xavi foi eleito na seleção do ano da FIFPRO World 11 por seis anos consecutivos

Os meias-centrais são jogadores cujo papel é dividido principalmente entre tarefas de ataque e defesa para controlar o jogo dentro e ao redor do centro do campo. Esses jogadores tentarão passar a bola para os meias-armadores do time e também podem ajudar os ataques de seu time fazendo corridas para a área de pênalti do adversário e tentando chutes a gol eles mesmos. Eles também fornecem suporte secundário aos atacantes, tanto dentro quanto fora da posse de bola. Meio-campistas centrais proeminentes são conhecidos por sua habilidade de dar ritmo ao jogo quando seu time está de posse da bola, ditando o ritmo do jogo do centro do campo.
Quando o time adversário tem a bola, um meia-central pode recuar para proteger o gol ou avançar e pressionar o portador da bola adversário para recuperar a bola. Um meia-central defendendo seu gol se moverá na frente de seus zagueiros para bloquear chutes longos do adversário e possivelmente rastrear meio-campistas adversários correndo em direção ao gol.
As formações 4–3–3 e 4–5–1 usam cada uma três meio-campistas centrais. A formação 4−4−2 pode usar dois meio-campistas centrais, e na formação 4–2–3–1 um dos dois meio-campistas mais profundos pode ser um meio-campista central. 

### Box-to-box
O termo box-to-box (de área à área) se refere a meio-campistas centrais que são esforçados e que têm boas habilidades gerais, o que os torna habilidosos tanto na defesa quanto no ataque. Esses jogadores podem, portanto, recuar para desarmar os adversários ou interceptar e bloquear chutes, além de avançar procurando espaços e contribuindo na armação das jogadas. Alguns box-to-box também possuem como característica o fator surpresa, o que os permite invadir a grande área para chegar finalizando de primeira. No futebol inglês, muitos se destacaram usando essa função, como Paul Scholes, Frank Lampard e Steven Gerrard.

## Ala, meia-lateral ou extremo

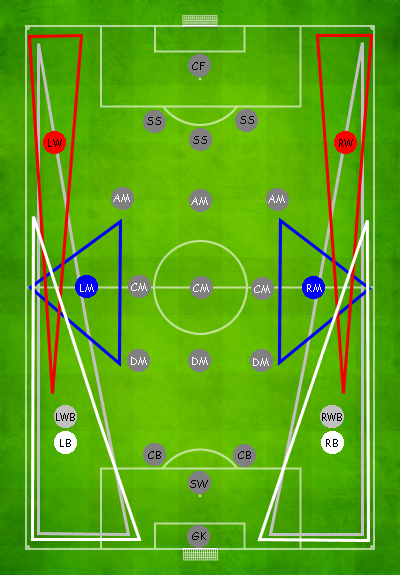
Os wingers são indicados em vermelho, enquanto os alas convencionais são indicados em azul

Os alas (também chamados de meias-laterais ou extremos) têm um papel equilibrado entre ataque e defesa, enquanto fazem muitos cruzamentos na área para os atacantes. Posicionados mais perto das linhas laterais do campo, eles podem ser solicitados a cruzar a bola para a área de pênalti do adversário para criar chances de gol para seus companheiros de equipe e, ao defender, podem pressionar os oponentes que estão tentando cruzar.
O protótipo de ala tem que ser rápido, habilidoso e gostar de "abraçar" a linha lateral, ou seja, correr pelo campo perto da linha lateral e fazer cruzamentos. No entanto, jogadores com atributos diferentes também podem prosperar como alas. Alguns preferem cortar para dentro do campo (em vez de ficar abertos) e representam uma ameaça como armadores, dando passes diagonais para os atacantes ou chutando ao gol. Mesmo jogadores que não são considerados rápidos foram escalados com sucesso como alas por sua capacidade de criar jogadas pelo flanco. Ocasionalmente, os alas recebem uma função livre para vagar pela linha de frente e são aliviados de responsabilidades defensivas, diferente dos laterais defensivos. Geralmente, um jogador lateral defensivo atua ao mesmo tempo como ala.

### Winger
O winger é um jogador ofensivo que atua aberto pelo lado ou na "asa" (em inglês: wing) do campo. Diferencia-se do ala comum pois entram mais na área adversária para atacar. Por isso, a função de winger geralmente é usada de forma invertida: o canhoto atua pelo lado direito, e o destro pelo lado esquerdo.
Diferente dos pontas, a posição de winger era originalmente considerada uma posição de meio-campo. O ponta ficava grudado à linha de fundo, não ingressando pelo meio de campo. Por isso, a posição clássica de ponta aos poucos foi "morrendo". O ponta, em diversos países, teve de se "modernizar" para aumentar seu repertório de jogadas, seja atuando mais por dentro, de pé trocado, recuando, trocando ou invertendo com o outro ponta.
No futebol moderno, mais precisamente em países de língua inglesa, o termo winger refere-se a um não defensor que joga nos lados esquerdo ou direito do campo. Esse termo pode ser aplicado a atacantes ou meio-campistas. Isso aconteceu por causa da evolução dos pontas, que precisaram recuar mais para o meio-campo e, com isso, fazer a função de ponta e meia-lateral ao mesmo tempo.

## Volante

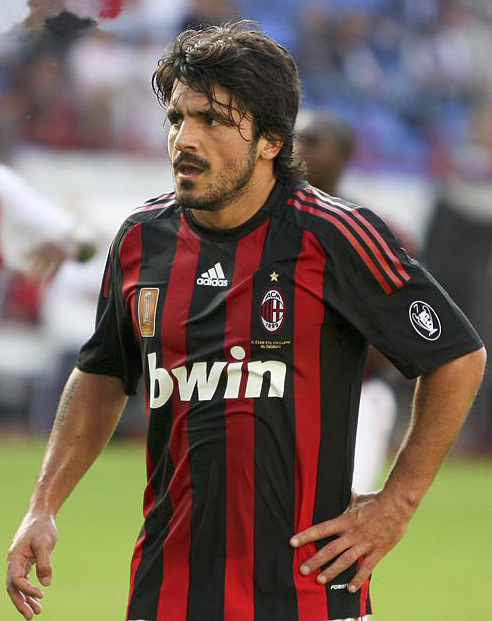
O volante italiano Gennaro Gattuso, conhecido por ter sido um grande marcador

Os volantes (ou meias-defensivos) são jogadores de meio-campo que se concentram em proteger o gol de sua equipe. Esses jogadores podem defender uma zona na frente dos zagueiros de sua equipe ou marcar atacantes adversários específicos. Os volantes também podem se mover para as posições de lateral ou zagueiro se esses jogadores avançarem para se juntar a um ataque.

### Primeiro volante
Um primeiro volante (também chamados de volante de contenção ou cabeça de área) fica perto da defesa de seu time, enquanto outros volantes podem avançar mais. O volante de contenção também pode ter responsabilidades quando seu time tem a bola. Este jogador fará principalmente passes curtos e simples para membros mais ofensivos de seu time, mas pode tentar alguns passes mais difíceis, dependendo da estratégia do time.

### Segundo volante
O segundo volante (também chamado de volante de profundidade) é aquela posição clássica em que a primeira função é marcar, mas também deve ser o armador da equipe. São conhecidos como bons passadores de curta e longa distância. Quando este jogador tem a bola, ele pode tentar passes mais longos ou mais complexos do que outros jogadores de defesa. Ele pode tentar definir o ritmo do jogo de sua equipe, manter a posse de bola ou construir jogadas por meio de trocas curtas, ou pode tentar passar a bola longa para um centroavante ou ponta, ou até mesmo passar curto para um companheiro de equipe.

## Meia-armador
O meia-armador ou meia-atacante são os principais responsáveis pelas criações das jogadas ofensivas, adotando o estilo de jogo playmaker (criador de jogadas). A qualidade mais importante de um meia-armador é a visão e a capacidade de ler o jogo. Intuição, criatividade e boa posse de bola são elementos chave para este tipo de jogador. Atuando a partir do campo do adversário, estes atletas muitas vezes são os detentores de maior técnica e habilidade e dão passes para a conclusão dos atacantes. Eles geralmente criam passes longos para os pontas e o centroavante, ou passes curtos com o segundo atacante. 
Geralmente são atletas que possuem ótima visão de jogo, chute poderoso e certeiro, além de habilidade em cobrança de escanteios e faltas. Na maioria dos clubes e seleções do mundo, o meia-armador utiliza a camisa número 10 do time. Às vezes são confundidos com o segundo atacante, que podem entrar na área de pênalti adversária e finalizarem ao gol, já que muitas das vezes um mesmo jogador costuma atuar como meia-armador e segundo atacante dentro de uma partida.

### Enganche
O enganche é uma denominação muito utilizada no futebol argentino em referência ao jogador “gancho” da equipe, que não tem tanta leitura de jogo como um meia-armador convencional e costuma mais "tentar a sorte". Para desempenhar esta função, o futebolista deve ser habilidoso, e ter um bom controle da bola para resolver a jogada imediata naquele espaço em que ele recebe a bola e com uma visão de jogo privilegiada para arquitetar a jogada que colocará o companheiro, ou ele próprio, na cara do gol.
O jornalista argentino Hugo Asch descreveu o enganche como "o gênio incompreendido que com um gesto, um toque, um arranque sempre mais mágico do que lógico, consegue o espaço exato, o passe genial, o caminho para o gol e para a vitória".